# ハロウィン・キラー!
『ハロウィン・キラー！』（原題：Totally Killer）は、2023年のアメリカ合衆国のコメディ・ホラー映画。
本作は、2023年9月28日にファンタスティック・フェストでワールドプレミア上映され、同年10月6日にAmazon Prime Videoで公開された。

## あらすじ
1987年のハロウィンの時期、3人の少女が16歳の誕生日に16回刺されて殺され、犯人は”スイート16キラー”と呼ばれる。そして35年後のハロウィンの夜、3人の友人だったパム・ミラーも同じ犯人に襲われて刺し殺される。
パムの娘ジェイミーは、記者のクリス・ドゥバサージュから母親がスイート16キラーから脅迫を受け、ずっと怯えて生きてきたことを教えられ、犯人を捕まえる決意をする。その夜ジェイミーは犯人に襲われ、友人のアメリアが科学祭で展示するために作ったタイムマシンに隠れたところ、1987年にタイムスリップすることになる。過去に戻ったジェイミーは、高校生の母親と協力し、これから起こる連続殺人事件を阻止しようと奔走する。

## キャスト
| 役名                          | 俳優                                      | 日本語吹替       |
| ----------------------------- | ----------------------------------------- | ---------------- |
| ジェイミー/コレット・ヒューズ | キーナン・シプカ                          | ファイルーズあい |
| パム・ミラー / ヒューズ       | オリヴィア・ホルト （1987年）             | 日笠陽子         |
| パム・ミラー / ヒューズ       | ジュリー・ボーウェン （現在）             | 園崎未恵         |
| ブレーク・ヒューズ            | チャーリー・ギレスピー （1987年）         | 鈴木崚汰         |
| ブレーク・ヒューズ            | ロックリン・マンロー （現在）             | 諏訪部順一       |
| ローレン・クレストン          | トロイ・リー＝アン・ジョンソン （1987年） | 大地葉           |
| ローレン・クレストン          | キンバリー・ヒューイ （現在）             | 塩田朋子         |
| アメリア・クラストン          | ケルシー・マウェマ                        | 伊瀬茉莉也       |
| ティファニー・クラーク        | リアナ・リベラト                          |                  |
| マリッサ・ソン                | ステフィ・チン＝サルボ                    | 櫻庭有紗         |
| ヘザー・ヘルナンデス          | アンナ・ディアス                          | 徳井青空         |
| カーラ・リム                  | エラ・チョイ （1987年）                   |                  |
| カーラ・リム                  | パティ・キム （現在）                     |                  |
| ランディ・フィンクル          | ジェレミー・モン＝ジャスンガー （1987年） |                  |
| ランディ・フィンクル          | トミー・ヨーロッパ （現在）               |                  |
| ダグ・サマーズ                | ナサニエル・アッピア （1987年）           |                  |
| ダグ・サマーズ                | コンラッド・コーツ （現在）               |                  |
| クリス・ドゥバサージュ        | ニコラス・ロイド （1987年）               |                  |
| クリス・ドゥバサージュ        | ジョナサン・ポッツ （現在）               | 堀内賢雄         |
| デニス・リム保安官            | ランドール・パーク                        |                  |
| ラーチ                        | ザカリー・ギブソン （1987年）             |                  |
| ラーチ                        | ブレンダン・オブライエン （現在）         |                  |
| エディ・ロイヤル              | テイト・チャーネン                        |                  |

## 製作
2022年5月、Amazon Prime Videoとブラムハウス・テレビジョンによる映画の製作がバンクーバーで開始され、キーナン・シプカ、オリヴィア・ホルト、ランドール・パーク、ジュリー・ボーウェンらが出演すると報じられた。
本作は、『ファイナル・ガールズ 惨劇のシナリオ』のプロットによく似ており、80年代の古典的なスラッシャー映画の雰囲気となっている。作中では『ハロウィン』『スクリーム』『バック・トゥ・ザ・フューチャー』についての言及がある。 
衣装デザイナーのパトリシア・J・ヘンダーソンは、作中の殺人鬼が着る服について、ジェームズ・ディーンからインスピレーションを得たと語った。それは、生デニムや裾の折り返し、レッド・ウィングのブーツなどに表れている。中でもジャケットを重要視し、光沢があるネイビーを取り入れ存在感を出すようにした。また、作中ではモリー・リングウォルドを真似たファッションにも言及されている。

## 公開
本作は、2023年9月28日にファンタスティック・フェストでワールドプレミア上映され、10月4日には、ネオンが主催したジャンル映画に特化した映画祭ビヨンド・フェストで上映された。
2023年10月6日にAmazon Prime Videoで配信された。

## 評価

### 批評家の反応
批評集積サイトRotten Tomatoesでは、66件の批評家レビューがあり、支持率85%で、平均点は6.5/10となっている。批評家の総意は「『Totally Killer』は、その期待できる奇抜な発想を十分に生かしきれていないかもしれないが、それでもこのタイムトラベル・ホラーとSFのマッシュアップは、全体として楽しめる。」としている。
Metacriticでは、14件の批評家レビューがあり、加重平均値は63/100となっている。